# Helvellyn
Helvellyn egy hegy Angliában, a Tóvidéken (Lake District), az Eastern Fells legmagasabb csúcsa. A 950 méter tengerszint feletti magasságával a Lake District és egyben Anglia harmadik legmagasabb pontja.
A Helvellyn  tulajdonképpen egy 500 méter hosszú fennsík. A legmagasabb pontot egy kőhalom  és egy kereszt alakú kő jelzi. Pár száz méterre északnyugatra van egy másodlagos csúcs, amely a 949 méter magasságban fekszik. 
Helvellyn csúcsa az észak-déli vonulaton, a Thirlmere-völgy és Patterdale között található. A vonulat északi nyúlványai közé tartozik a Helvellyn, a Lower Man, ahonnan fantasztikus kilátás nyílik a Thirlmere-völgyre, valamint a White Side, a Raise, a Stybarrow Dodd, a Great Dodd és a Clough Head csúcsai, délre a Nethermost Pike és a Dollywaggon Pike fekszenek.
A Helvellyn nyugati lejtői viszonylag lankásak, és részben erdősek és a Thirlmere-völgybe vezetnek.
A keleti nyúlványok földrajzilag a legdrámaibbak. Két éles sziklaél vezet le a csúcsról a Red Tarn két oldalán: a Striding Edge és a Swirral Edge. A pengeélû Striding Edge az egyik legismertebb mászóhely a Lake Districten, míg a Swirral Edge gerince a Catstye Cam kúp alakú csúcsára vezet.
A Helvellyn két ölelő karja, azaz a Striding Edge és a Swirral Edge között terül el a Red Tarn. A tó a környék sziklatörmelékeinek színe miatt kapta a vörös nevet, semmint a víz színéről. Pisztrángok és édesvízi heringek lakóhelye,körülbelül 25m mély. Az 1800-as évek közepén szikladarabokkal felduzzasztották a kapacitás növelése érdekében.  Erre azért került sor, hogy további vizet biztosítson a Glenridding közelében fekvő Greenside- bányáknak. A vízfolyás még látható a Birkhouse Moor lejtőin.
Geológiailag, a csúcs környéke és a Striding Edge a Borrowdale vulkanikus csoport formálásával keletkezett. Ez vulkanikus homokkövet, némi tufát, kavicsos homokkövet és Lapilli-tufát tartalmaz.

## Striding Edge

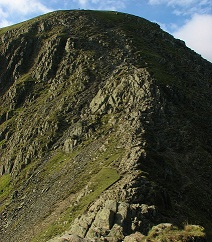
Striding Edge sziklái, háttérben a Helvellyn

Striding Edge a Whole-in-the-Wall-nál kezdődik, majd nyúlik több mint egy mérföldre a Helvellyn fennsíkig. A gerinc első szakasza viszonylag kerek,  jobb oldalán egy ösvény vezet. A gerinc legmagasabb pontja a High Spying How (863 m). Innen az ösvény vezet tovább, amely a gerinc tetején nagyon keskennyé válik. Az ügyesebb hegymászók felmásznak a tetejére és ott folytatják az igen keskeny, éles sziklákkal teletűzdelt utat. A gerinc végéhez közel ez az út áttér a gerinc bal oldalára. A mászóknak egy rövid mocsaras szakaszon is át kell küzdeniük magukat. A gerinc utolsó sziklatornyánál az út csatlakozik a Helvellyn massifhez, majd elérjük a Helvellyn fennsíkot. Télen különösen veszélyes lehet mászni rajta, mivel a hó párkányokat képez a sziklákon, amelyek bármikor letörhetnek a hegymászók alatt.